# Ardıçlı, Hassa
Ardıçlı là một thị trấn thuộc huyện Hassa, tỉnh Hatay, Thổ Nhĩ Kỳ. Dân số thời điểm năm 2011 là 4.044 người.